# Benzène
Vous lisez un « article de qualité » labellisé en 2013.
Pour les articles homonymes, voir Benzène (homonymie).
Le benzène est un composé organique de formule brute C6H6, également noté Ph-H, φ-H, ou encore ϕ-H. Il appartient à la famille des hydrocarbures aromatiques monocycliques, car le cycle formé par les six atomes de carbone est plan et comporte six électrons délocalisés.
Dans les conditions usuelles, le benzène est un liquide incolore, d'odeur caractéristique, volatil, très soluble dans les huiles et  solvants organiques polaires, très peu soluble dans l'eau. 
C'est un précurseur important pour la synthèse de nombreux composés organiques : matières plastiques, caoutchoucs synthétiques, solvants, plastifiants, détergents, parfums, colorants, additifs alimentaires, médicaments, pesticides, explosifs, etc. Il est également utilisé comme solvant dans différentes industries, et comme additif antidétonant dans l'essence. Il est produit par l'industrie pétrochimique essentiellement par reformage catalytique, hydrodésalkylation du toluène et vapocraquage.
Il est dangereux à de nombreux titres (H225, H304, H315, H319, H340, H350 et H372) : très inflammable, toxique, irritant, cancérogène et mutagène.

## Histoire

### Découverte
En 1825, le scientifique britannique Michael Faraday isole dans le liquide résiduel du fond des bouteilles d'éclairage, un composé qu'il nomme « bicarburet of hydrogen ». Il le caractérise, déterminant son point d'ébullition (80 °C), son point de fusion (5,5 °C), les proportions massiques de carbone et d'hydrogène (12:1) et testant sa réactivité avec différents réactifs, tels que le dichlore, le diiode, le potassium, l'acide nitrique et l'acide sulfurique,.
La première synthèse du benzène revient au chimiste allemand Eilhard Mitscherlich qui le produit en 1833 par réaction de l'acide benzoïque et de la chaux. Mitscherlich baptise ce composé « benzin » en référence à la gomme benjoin, dont il a extrait l'acide benzoïque, mais l'éditeur Liebig lui préfère le nom « benzol », la terminaison -ol faisant référence à l'huile (Öle en allemand) ; le composé sera finalement dénommé « Benzol » en allemand, mais « benzène » en français et « benzene » en anglais. Le chimiste français Auguste Laurent propose de son côté le nom « phène » (du grec ancien φαινω / phainô, « j'éclaire »), le composé étant issu du gaz d'éclairage ; cette racine restera dans le nom du radical phényle et dans celui de l'alcool dérivé, le phénol,.
En 1845, le chimiste britannique Charles Mansfield, travaillant sous la direction d'August Wilhelm von Hofmann, l'isole dans le goudron de houille. Quatre ans plus tard, il lance la première production de benzène à l'échelle industrielle à partir de goudron de houille,.
Marcellin Berthelot le synthétise à son tour en 1868 par trimérisation de l'acétylène (ci-dessous).

### Élucidation de la structure
Si la formule brute du benzène, C6H6, fut déterminée aisément par l'analyse de sa combustion, il fallut près d'un siècle pour déterminer sa structure et expliquer sa réactivité particulière et son exceptionnelle stabilité.

L'Ouroboros de la vision de Kekulé lui aurait inspiré la structure cyclique du benzène.

La première hypothèse de structure circulaire fut proposée en 1861 par Johann Josef Loschmidt, soit quatre ans avant celle du chimiste allemand Friedrich August Kekulé von Stradonitz, qui s'est avérée la plus proche de la structure réelle. Le Français Paul Havrez propose également en 1865 une structure cyclique dans laquelle les six liaisons C–C sont équivalentes.
Kekulé dira avoir eu la vision de cette structure en rêve, les six atomes de carbone se transformant en un serpent qui se mord la queue, peut-être une façon d'éviter d'admettre qu'il s'était inspiré des travaux de Loschmidt et Havrez.
Cette structure, qu'on nommerait formellement 1,3,5-cyclohexatriène, est critiquée dès 1869 par Adolf von Baeyer, Wilhelm Körner et Albert Ladenburg, trois anciens étudiants de Kékulé. Ils montrent en particulier que cette structure conduirait à l'existence de deux dérivés ortho-dibromés (ci-dessous), or l'expérience montre qu'il n'en existe qu'un.

D'autres structures, comme celles du benzène de Dewar, de Ladenburg ou de Claus, furent proposées successivement, sans parvenir à expliquer les propriétés chimiques du composé.

Structures du benzène historiquement proposées par (1) Claus (1867), (2) Dewar (1867), (3) Ladenburg (1869), (4) Armstrong (1887), (5) Thiele (1899) et (6) Kekulé (1865).

Kékulé proposa donc en 1872 une nouvelle représentation fondée sur une « oscillation » très rapide entre deux structures équivalentes, les liaisons simples et doubles échangent leurs positions. Les six liaisons carbone-carbone sont alors équivalentes, chacune étant liaison simple la moitié du temps et liaison double l'autre moitié du temps, et cette hypothèse permet de justifier l'existence d'un seul composé ortho-dibromé.

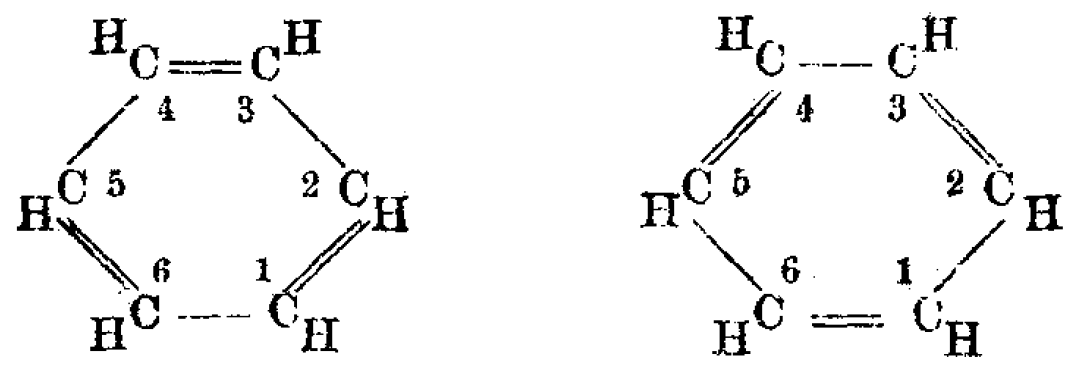

Les mesures par diffraction des rayons X de Kathleen Lonsdale en 1929 montrent que toutes les liaisons carbone-carbone de la molécule de benzène ont la même longueur, et que cette longueur est intermédiaire entre celle d'une liaison simple et celle d'une liaison double. Cette observation est compatible avec l'hypothèse d'une oscillation entre deux formes limites, si l'on admet qu'elle est si rapide que la diffraction ne peut mettre en évidence qu'une mesure moyenne.
Cependant, la structure de Kékulé ne peut expliquer que le benzène n'ait pas la même réactivité chimique que les alcènes : en effet celui-ci n'est pas oxydé par le permanganate de potassium (test de Bayer) et ne réagit pas avec le dibrome (test au dibrome).
Ce n'est qu'avec l'avènement de la chimie quantique que Linus Pauling propose, en 1933, une formule mésomère unique avec six liaisons carbone-carbone identiques, expliquant la stabilité du benzène par l'énergie de résonance du système conjugué.

## Propriétés physiques

### Identification
Le benzène est un liquide incolore, dont l'indice de réfraction est 1,50 (proche de celui du verre). Sa viscosité est plus faible que celle de l'eau. Il est très soluble dans les solvants organiques polaires, mais sa solubilité dans l'eau est assez faible. Il possède une odeur sucrée caractéristique, avec un seuil de détection de 1,5 à 900 mg m−3 d'air.

### Structure de la molécule

#### Géométrie

La structure géométrique de la molécule est donnée par les éléments suivants :
- le cycle benzénique est un hexagone régulier plan ; les six atomes d'hydrogène appartiennent également au plan du cycle ;
- les six liaisons C–C sont de longueur identique : 139 pm, longueur intermédiaire entre celles des liaisons simples (154 pm) et celle des liaisons doubles (134 pm) ;
- les liaisons C–H ont une longueur de 109 pm.

#### Délocalisation des électrons

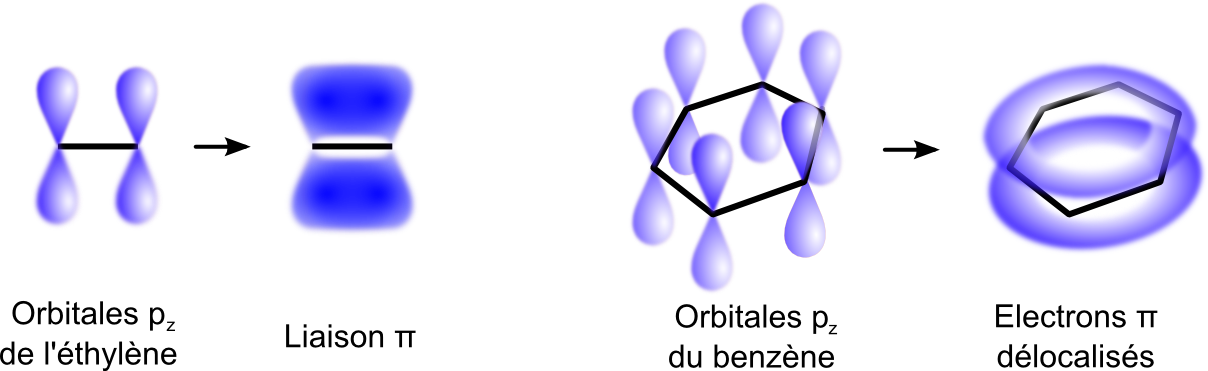
Recouvrement des orbitales p_{z} de l'éthylène et du benzène.

Dans une molécule organique, les liaisons simples sont des liaisons σ, formées d'électrons dont la probabilité de présence est très importante entre les atomes (recouvrement axial). Les liaisons doubles sont formées à la fois d'une liaison σ et d'une liaison π, cette dernière étant formée par recouvrement latéral de deux orbitales pz non-hybridées. Dans la molécule de benzène, les six électrons π ne sont pas localisés sur trois liaisons particulières du cycle mais délocalisés sur l'ensemble des six liaisons, formant un nuage électronique appelé « système pi délocalisé » ou « sextet aromatique », de part et d'autre du plan du cycle.

Représentation des formes mésomères du benzène et des électrons délocalisés.

Les électrons π sont donc répartis sur tous les atomes de carbone, et la molécule peut être représentée comme la superposition quantique, une sorte de chat de Schrödinger des deux formes mésomères, qui ne sont que des formes limites n'ayant pas d'existence réelle ; il est donc plus correct de représenter les électrons délocalisés par un cercle contenu dans l'hexagone : 
Cette délocalisation des électrons explique :
- que les liaisons C–C soient toutes de même longueur, intermédiaire entre la longueur d'une liaison simple et celle d'une liaison double[40] ;
- que la molécule soit plane, cette conformation optimisant le recouvrement latéral des orbitales 2pz[41].

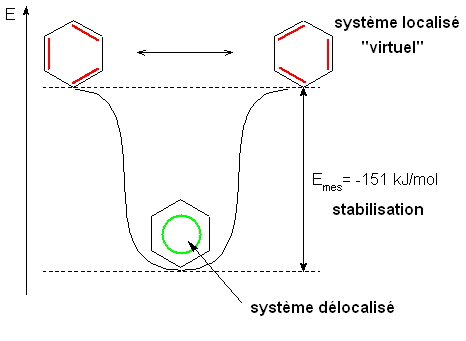
Énergie de stabilisation du benzène.

Le système π délocalisé est également responsable de la grande stabilité du benzène, qui définit son caractère aromatique (ou aromaticité). On constate en effet que l'hydrogénation du cyclohexène dégage 120 kJ mol−1. L'hydrogénation du benzène version « 1,3,5-cyclohexatriène » devrait donc dégager trois fois plus d'énergie, soit 360 kJ mol−1, or l'hydrogénation du benzène ne dégage que 210 kJ mol−1. Par rapport au système virtuel pour lequel les liaisons π seraient localisées entre deux atomes de carbone, le système réel dans lequel les liaisons π sont délocalisées sur la totalité du cycle est stabilisé de plus de 150 kJ mol−1 ; cette énergie est appelée « énergie de stabilisation » ou « énergie de résonance ».
La méthode d'orbitales moléculaires de Hückel permet d'affiner cette description en déterminant le diagramme énergétique du benzène par combinaison linéaire d'orbitales atomiques.

### Propriétés spectroscopiques
En spectroscopie infrarouge, le benzène présente une bande d'absorption entre 3 030 et 3 100 cm−1 (vibrations d'élongation des liaisons C–H), une bande fine au voisinage de 1 480 cm−1 (vibrations d'élongation des liaisons C–C), et une bande fine au voisinage de 675 cm−1 (vibrations de déformation hors du plan des liaisons C–H). La position et l'amplitude de ces derniers pics donnent des informations sur les substitutions éventuelles d'atomes d'hydrogène.
En spectroscopie RMN, la symétrie du cycle benzénique fait que les spectres RMN 1H et 13C du benzène, découplés respectivement en 13C et 1H, ne présentent qu'un seul pic de déplacement chimique, respectivement à δ (CDCl3) = 7,34 ppm et δ (CDCl3) = 128,4 ppm. Les couplages scalaires 1J, 2J, 3J, et 4J entre les noyaux 1H et 13C, séparés respectivement de 1, 2, 3 et 4 liaisons, valent respectivement 157,5, 1,0, 7,4 et −1,1 Hz. Les couplages scalaires 3J, 4J et 5J entre deux noyaux 1H valent respectivement 7,6, 1,4 et 0,7 Hz.

## Réactivité chimique
La réactivité chimique du benzène est fortement dépendante de son caractère aromatique qui lui procure une grande stabilité. Les réactions qui font perdre la structure aromatique au cycle (additions et oxydations) sont donc très défavorisées par rapport à celles qui la conservent (substitutions électrophiles aromatiques).

### Réactions de substitution électrophile aromatique

Mécanisme simplifié de la réaction de substitution électrophile aromatique du benzène.

La substitution électrophile aromatique est une réaction au cours de laquelle un des atomes d'hydrogène du cycle aromatique (Ar–H) est substitué par un groupe électrophile (noté « E » dans le bilan réactionnel) :
Ar–H + EX → Ar–E + HX.
L'intermédiaire réactionnel, nommé « intermédiaire de Wheland » ou cation arénium, porte une charge positive délocalisée sur l'ensemble du cycle benzénique. Ce carbocation est donc stabilisé par mésomérie. Cet intermédiaire réactionnel va finalement perdre un proton de façon à restaurer l'aromaticité.
Cette réaction permet la préparation de composés aromatiques substitués par une grande variété de groupes fonctionnels, mais nécessite généralement un catalyseur tel qu'un acide de Lewis.

#### Nitration

Mécanisme de la nitration du benzène.

L'introduction d'un groupe nitro sur le cycle aromatique, ou nitration, est possible en présence d'ions nitronium (NO2+). Cet électrophile très puissant est généré à partir d'acide nitrique et d'un autre acide minéral fort, généralement l'acide sulfurique,.
L'électrophile NO2+ est tout d'abord généré par protonation de l'acide nitrique, suivie de la perte d'une molécule d'eau. Cet ion nitronium, très réactif, réagit sur le benzène pour former l'intermédiaire de Wheland, qui perd un proton afin de restaurer l'aromaticité. Le nitrobenzène préparé selon ce procédé peut ensuite être utilisé pour la synthèse de l'aniline.

#### Sulfonation

Mécanisme de la sulfonation du benzène.

Le benzène réagit avec l'acide sulfurique concentré ou l'oléum (SO3 dissout dans l'acide sulfurique) pour donner l'acide benzènesulfonique selon une réaction de sulfonation,. L'espèce électrophile est dans les deux cas le trioxyde de soufre (SO3), qui est formé par déshydratation de l'acide sulfurique.
Cet électrophile réagit avec le benzène selon le même mécanisme que celui observé lors de la nitration, puis l'intermédiaire cationique perd un proton pour restaurer l'aromaticité. Cette réaction reste toutefois réversible, et le groupe acide sulfonique peut être éliminé par simple chauffage de l'acide benzènesulfonique dans l'eau en présence d'une trace d'acide sulfurique.

#### Halogénation

Mécanisme de la bromation électrophile du benzène.

Les halogènes (Cl2, Br2, etc.) ne sont pas suffisamment électrophiles pour réagir directement avec le benzène. La réaction d'halogénation doit être catalysée par un acide de Lewis, comme le chlorure de fer(III) ou le bromure de fer(III). L'activité de ces catalyseurs est due à leur capacité de polarisation de la liaison halogène-halogène, par coordination du catalyseur à l'un des doublets non-liants de l'halogène. Si l'on prend l'exemple de la réaction de bromation du benzène, cela permet de générer l'espèce électrophile Br⁺[FeBr4]⁻ qui peut ensuite réagir sur le benzène selon un mécanisme de substitution électrophile aromatique vu précédemment.

#### Réaction de Friedel-Crafts
Les réactions d'alkylation et d'acylation de Friedel-Crafts sont très importantes en chimie organique, car elles permettent l'introduction rapide de substituants carbonés sur le cycle benzénique. L'espèce électrophile active (un carbocation ou un ion acylium) est généralement obtenue par réaction d'un réactif halogéné en présence d'un acide de Lewis,.

##### Alkylation

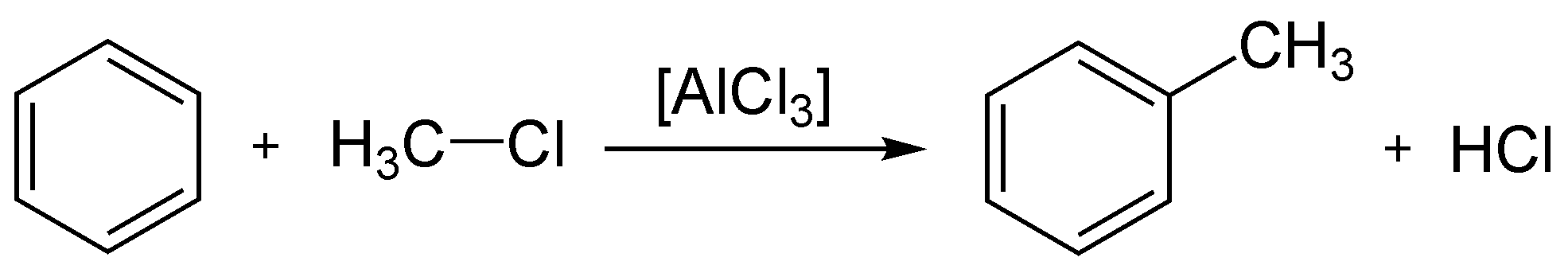
Alkylation de Friedel-Crafts du benzène.

Génération de l'électrophile par AlCl_{3}.

La réaction du chlorométhane sur le benzène en présence de chlorure d'aluminium permet la synthèse du toluène. En réalité, le toluène peut à son tour réagir avec le chlorométhane, ce qui conduit souvent à un mélange d'isomères dans différentes proportions. La polarisation de la liaison Cl–CH3 par le catalyseur (par mobilisation d'un des groupes non-liants de l'halogène) permet la génération de l'espèce active, qui réagit ensuite selon le mécanisme général de substitution électrophile aromatique.
L'alkylation de Friedel-Crafts n'est cependant pas limitée à l'emploi d'halogénoalcanes. L'acide fluorhydrique permet par exemple de générer un carbocation à partir d'un alcène, suivant la règle de Markovnikov. L'anion fluorure n'attaquant pas immédiatement le carbocation, la réaction de substitution électrophile aromatique du benzène peut avoir lieu,. Les alcools peuvent également être utilisés comme source de carbocations, notamment par traitement avec du trifluorure de bore (BF3). Ce dernier est cependant entièrement consommé au cours de la réaction, et doit donc être introduit en quantité stœchiométrique.
Bien qu'efficace, cette réaction présente quelques difficultés :
- le produit de réaction est plus nucléophile que le réactif (à cause de l'effet inductif donneur de la chaîne alkyle introduite). Il est donc difficile de limiter la réaction à la mono-alkylation du benzène ;
- lorsque l'halogénoalcane utilisé conduit à la formation d'un carbocation primaire, ce dernier se réarrange pour former un carbocation secondaire, plus stable. Ainsi, le produit majoritaire formé lors de la réaction du benzène avec le 1-chlorobutane est le 2-phénylbutane et non le 1-phénylbutane[60].

##### Acylation

Mécanisme de l'acylation de Friedel-Crafts du benzène.

L'acylation de Friedel-Crafts est utilisée pour introduire un groupe acyle sur le benzène. Le produit d'acylation est généralement obtenu par traitement du benzène (ou tout autre composé aromatique) avec un chlorure d'acyle en présence d'un acide de Lewis fort tel le chlorure d'aluminium. L'ion acylium intermédiaire réagit sur le benzène, puis l'intermédiaire cationique (stabilisé par mésomérie) est déprotoné pour restaurer l'aromaticité du cycle. La cétone aromatique est obtenue après hydrolyse du milieu réactionnel.
Cette réaction présente plusieurs avantages par rapport à la réaction d'alkylation de Friedel-Crafts :
- l'ion acylium ne se réarrange pas, un seul régioisomère est donc formé ;
- le groupe carbonyle étant désactivant, la réaction s'arrête à la mono-acylation.

En revanche, il est nécessaire d'employer le catalyseur en quantité stœchiométrique en raison de la formation d'un complexe acide-base de Lewis avec le produit de réaction.
L'acylation du benzène suivie de la réduction de la fonction cétone permet de pallier les problèmes rencontrés lors de l'alkylation de Friedel-Crafts (réarrangement du carbocation, produit plus nucléophile que le réactif). Cette approche peut ainsi permettre la synthèse de l'éthylbenzène par réaction du benzène avec le chlorure d'éthanoyle, ou bien du 1-propylbenzène par réaction avec le chlorure de propyle. Les réductions de Wolff-Kishner et de Clemmensen peuvent être utilisées pour réduire les cétones intermédiaires en chaînes hydrocarburées.

### Réactions d'addition
Bien que défavorisées par la perte d'aromaticité, certaines réactions d'addition sur le cycle benzénique sont possibles. Les plus courantes sont l'hydrogénation et l'halogénation. L'addition d'eau (réaction d'hydratation) ou d'hydracides (H–X) n'est en revanche pas possible.

#### Hydrogénation
Tandis que la plupart des alcènes peuvent être hydrogénés sous une pression de 1 atm à température ambiante en présence de catalyseurs au nickel classiques tels que le nickel de Sabatier, cette même réaction sur le benzène doit être réalisée entre 200 °C et 225 °C sous une pression de 50 bar en présence d'un catalyseur plus actif, le nickel de Raney.
Cette différence de réactivité est due à la perte de l'aromaticité lors de l'hydrogénation d'une des liaisons aromatiques. En effet, la réduction du benzène en 1,3-cyclohexadiène est endothermique (ΔH = +23,4 kJ mol−1), tandis que les réductions suivantes (en cyclohexène puis cyclohexane) sont exothermiques (ΔH = −112,1 et −119,7 kJ mol−1 respectivement). Dans ces conditions, la réduction en cyclohexane est totale et consomme trois molécules de H2.

Hydrogénation du benzène en cyclohexane.

La réduction de Birch permet de réduire le benzène en cyclohexa-1,4-diène à l'aide d'une solution de métal alcalin dans l'ammoniac liquide, en présence d'un alcool (éthanol, tert-butanol, etc.).

Réduction de Birch du benzène.

#### Halogénation radicalaire
Le cycle benzénique peut fixer trois molécules de dichlore selon un mécanisme d'halogénation radicalaire, conduisant à un mélange d'énantiomères du 1,2,3,4,5,6-hexachlorocyclohexane :

Chloration radicalaire du benzène.

La bromation est également possible et conduit au 1,2,3,4,5,6-hexabromocyclohexane.

### Réactions d'oxydation
Le cycle benzénique est très résistant à l'oxydation ; il ne réagit pas avec les oxydants classiques des alcènes comme le permanganate de potassium. Trois réactions d'oxydation sont cependant possibles :
- la combustion, en présence de dioxygène, forme du dioxyde de carbone et de l'eau :

2 C6H6 + 15 O2 → 12 CO2 + 6 H2O.
La chaleur de combustion du benzène vaut : ΔcH0 = −3 275,3 kJ mol−1 ;
- l'oxydation catalysée par l'oxyde de vanadium V2O5 permet d'obtenir l'anhydride maléique[65] :

Oxydation du benzène en anhydride maléique.

- l'ozonolyse suivie d'une réduction (par le sulfure de diméthyle ou par le zinc) forme principalement de l'éthanedial[66] :

Ozonolyse du benzène.

### Dérivés du benzène
Pour un article plus général, voir Composé aromatique.
Un grand nombre de composés chimiques industriellement importants ont une structure comportant un ou plusieurs cycles benzéniques :
- les hydrocarbures aromatiques monocycliques sont des hydrocarbures (constitués uniquement d'atomes de carbone et d'hydrogène) dans lesquels un ou plusieurs atomes d'hydrogène du benzène est remplacé par des groupes alkyle : toluène, xylène, cumène, styrène, etc. ;
- les hydrocarbures aromatiques polycycliques sont des hydrocarbures aromatiques dont la structure comporte au moins deux cycles aromatiques soudés (ou condensés) : naphtalène, anthracène, phénanthrène, etc. ;
- on obtient d'autres composés aromatiques en substituant un ou plusieurs atomes d'hydrogène du benzène par différents groupes fonctionnels : phénol, aniline, nitrobenzène, chlorobenzène, etc.

Styrène : vinyle benzène.
Naphtalène.
Phénol.

## Production

### Aspects économiques
| Données industrielles                      | Tonnage (Mt) |
| ------------------------------------------ | ------------ |
| Capacité de production mondiale en 2012    | 57,2         |
| Production mondiale en 2011                | 41,6         |
| Production en Chine en 2012                | 11,0         |
| Production dans l'Union européenne en 2012 | 6,3          |
| Production aux États-Unis en 2011          | 5,8          |
| Capacité du Japon en 2010                  | 5,5          |
| Capacité de la Corée du Sud en 2010        | 5,0          |

Historiquement, les marchés des aromatiques sont en général très volatils et caractérisés par un surplus de production. Les prix bas du benzène sur la période 1993-2002 ont incité certains producteurs à se désengager. Depuis 2004, la situation s'est inversée, en raison de la hausse des cours du pétrole et de la faiblesse de l'offre. Les cours du benzène se sont donc envolés, passant de 200 US$ en 2002 à 1 500 US$ en 2013.

### Procédés chimiques
Jusqu'à la Seconde Guerre mondiale, le benzène était principalement un produit secondaire de la production de coke à partir de la houille. Depuis la croissance de la demande des années 1950, liée au développement de l'industrie des matières plastiques, le benzène est fourni par l'industrie pétrochimique, une part restant issue de la houille.
La production de 2013 met en œuvre essentiellement trois procédés chimiques : le reformage catalytique, le vapocraquage et l'hydrodésalkylation du toluène :
1. Dans le reformage catalytique, un mélange d'hydrocarbures, issu de la distillation du pétrole, est porté à haute température (entre 450 °C et 550 °C), sous pression (15  à   70 bar), en présence d'un catalyseur à base de platine, pour provoquer des réactions d'isomérisation, de cyclisation et d'aromatisation par déshydrogénation. Les composés aromatiques produits sont extraits en utilisant des solvants comme le sulfolane ou le diéthylène glycol. Le benzène est ensuite séparé par distillation[71] ;
2. Le vapocraquage permet de produire de l'éthylène et d'autres alcènes à partir d'hydrocarbures aliphatiques. Dans le cas de certains hydrocarbures, le vapocraquage donne un liquide riche en benzène et utilisé joint à d'autres hydrocarbures en tant qu'additif pour l'essence, ou distillé pour le séparer en différents composés dont le benzène[72] ;
3. L'hydrodésalkylation ôte au toluène son groupe alkyle, le méthyle :

Le mélange de toluène et de dihydrogène passe sur un catalyseur (oxyde de chrome, de molybdène ou de platine) à une température comprise entre 500 °C et 600 °C et une pression comprise entre 40  et   60 atm. Une alternative consiste à se passer de catalyseur en élevant la température. Le rendement de la réaction est supérieur à 95 %. Des composés aromatiques plus lourds comme le xylène sont parfois utilisés à la place du toluène avec des rendements similaires.

## Utilisations
Au XIXe siècle et au début du XXe siècle, le benzène était fréquemment utilisé comme solvant, dans les colles, vernis, peintures, encres, pour le nettoyage à sec, le dégraissage des métaux, ou la décaféination du café. La mise en évidence de sa toxicité a conduit à son remplacement progressif, souvent par le toluène, à partir des années 1950 dans la plupart de ces usages, mais il est encore employé pour quelques applications spécifiques, comme le dégraissage et le nettoyage des circuits électroniques ou l'extraction en parfumerie, ainsi que dans les pays asiatiques,,.
En tant qu'additif à l'essence, le benzène permet d'augmenter l'indice d'octane, agissant donc comme antidétonant. De ce fait, jusque dans les années 1950, l'essence contenait fréquemment quelques pour cent de benzène, puis il fut remplacé par le tétraéthylplomb dans les additifs antidétonants les plus utilisés ; la haute toxicité et l'interdiction progressive du tétraéthylplomb (depuis la fin des années 1970 aux États-Unis) ont conduit à un retour du benzène, mais réglementée dans la plupart des pays occidentaux : aux États-Unis, la limite est de 1 %. En Europe, cette limite a été abaissée de 5 %vol à 1,0 %vol le 1er janvier 2000,. En France, son taux dans l’essence sans plomb et le gazole a été réduit en 2000 (de 5 % à 1 % en volume).
Au XXIe siècle, le benzène est encore utilisé en parfumerie (comme solvant) et par les laboratoires d’analyse et de recherche (comme solvant et réactif), mais il est surtout utilisé comme intermédiaire dans la synthèse d'autres composés de la chimie organique. L'éthylbenzène (précurseur du styrène et du polystyrène) représente à lui seul 51 % (en 2010) de la consommation de benzène, le cumène (précurseur de l'acétone et de différentes résines), 20 %, et le cyclohexane (précurseur du nylon), 11 %. Dans de moindres proportions, il est également utilisé pour la synthèse de l'anhydride maléique, de nitrophénols, d'alkylbenzènes et de chlorobenzènes. Ces intermédiaires de synthèse sont utilisés pour la production d'une large gamme de composés chimiques (polymères et caoutchoucs, solvants, plastifiants, détergents, parfums, colorants azoïques, additifs alimentaires, médicaments, pesticides, explosifs, etc.).

## Toxicologie, écotoxicologie, effets sur la santé

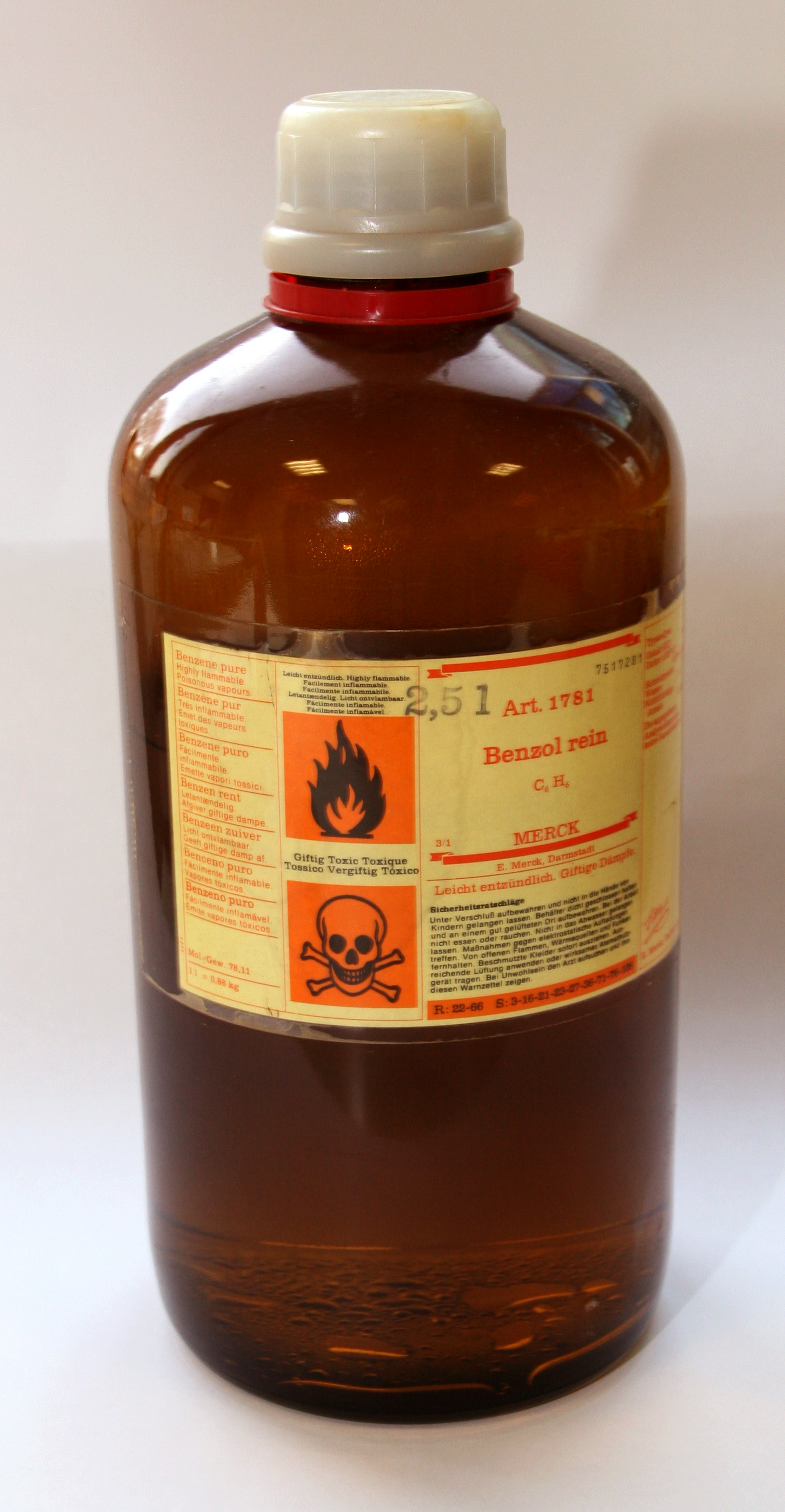
Une bouteille de benzène. Les deux symboles à la gauche indiquent qu'il s'agit d'un produit inflammable et toxique.

Le benzène est désormais reconnu comme :
- cancérogène ; en raison de ses propriétés d'agent intercalant, sa structure parfaitement plane lui permettant de se glisser entre les bases azotées de l'ADN, provoquant des erreurs de transcription et/ou de réplication[83],[84] ;
- génotoxique ; notamment en raison de l’action de ses métabolites, dont en phénol, hydroquinone[85] et catéchol (métabolisé dans le foie par les cytochromes P4502E1 et CYP2F1). De plus, « les intermédiaires de transformation (aldéhyde muconique) après ouverture du noyau benzénique peuvent également donner de l’acide trans-transmuconique. Les métabolites du benzène jouent un rôle prépondérant dans l’apparition des effets toxiques et cancérogènes ». Chez l’Homme, Le benzène est clastogène[86] et aneugène[87], source d’aneuploïdie, de polyploïdie[88], de production anormale de micronoyaux t de délétions, translocations et réarrangements chromosomiques[89],[90] et d’aberrations chromosomiques fréquentes dans la moelle osseuse des travailleurs exposés[91],[92],[93] (et susceptibles d’expliquer chez ces personnes un risque accru[94] de plusieurs types de leucémies[95], dont la leucémie myéloïde aiguë et les syndromes myélodysplasiques[96],[84]). Le CIRC explique les mécanismes génotoxiques pour plusieurs types de leucémie (CIRC, 2012) : la leucémie aiguë myéloïde est par exemple provoquée par deux mécanismes majoritaires :

1. Des cassures du centromère, causant des aberrations chromosomiques dites « déséquilibrées »[97] ;
2. L’inhibition des topoisomérases de type II, provoquant des aberrations chromosomiques dites « équilibrées » par des translocations ou inversions de chromosomes non homologues (t(21q22), t(15 ; 17) et inv(16)).

### Intoxication aigüe
L'ingestion provoque des troubles digestifs (douleurs abdominales, nausées, vomissements) et neurologiques (vertiges, ivresse, céphalées, somnolence, coma, convulsions). L'inhalation provoque les mêmes symptômes neurologiques, pouvant entraîner la mort (à titre indicatif, la mort intervient en cinq à quinze minutes d'exposition à une concentration de 2 %). En application cutanée, le benzène est irritant.

### Intoxication chronique
L'intoxication chronique par le benzène et ses homologues (toluène, xylène et styrène essentiellement), appelée « benzolisme » ou « benzénisme », est reconnue comme maladie professionnelle depuis 1931. Le CIRC a classé le benzène comme cancérogène depuis 1982, et l'a intégré en 1987 dans la liste des cancérogènes de catégorie 1 (cancérogènes avérés pour l'Homme). Il est également classé cancérogène par l'Union européenne et par l'Agence américaine de protection de l'environnement.
Les principaux effets d'une exposition chronique concernent les cellules sanguines et la moelle osseuse. L'exposition prolongée au benzène provoque des hémopathies bénignes (thrombopénie, leucopénie, hyperleucocytose, anémie, polyglobulie, aplasie médullaire), puis des hémopathies malignes (syndromes myéloprolifératifs, myélomes, leucémies, lymphomes),. L'exposition chronique à de faibles doses, telles que celles qu'on peut respirer à proximité d'une station-service ou d'un garage automobile, augmenterait significativement le risque de leucémie aigüe chez l'enfant. Des études décrivent également des effets sur le système immunitaire : augmentation de la susceptibilité aux allergies, diminution des taux d'IgA et IgG, leucopénie.

### Reproduction et développement
Le benzène n'a pas d'effets reconnus sur la reproduction et le développement, même si plusieurs études montrent une corrélation entre l'exposition au benzène de femmes enceintes et des facteurs tels que le risque de fausse couche, la réduction du poids à la naissance et du périmètre crânien.

## Exposition au benzène

### Sources d'exposition
Le benzène est produit lorsque des composés riches en carbone subissent une combustion incomplète. Par exemple, il est produit naturellement dans les volcans ou les feux de forêt. Les principales voies d'exposition de la population au benzène sont les vapeurs d'essence, les gaz d'échappement, les émanations industrielles, la fumée de cigarette ainsi que la combustion du bois.
La principale source d'exposition chronique au benzène est liée au milieu professionnel :
- industrie pétrochimique (raffinage, transport) ;
- industrie chimique (utilisation du benzène comme réactif ou comme solvant) ;
- parfumerie (solvant) ;
- industrie électronique (dégraissant) ;
- laboratoires de chimie (solvant) ;
- garages automobiles (dégraissant et émanations de carburant) ;
- stations-service, postes de péage de parkings, d'autoroutes (émanations de carburants) ;
- bloc opératoire (fumées chirurgicales).
- gaz naturel (contamination prévalente en Californie)[107]

Afin de diminuer les émissions de composés organiques volatils, dont le benzène, au niveau des stations-service, la récupération des vapeurs d'essence lors du remplissage des réservoirs des véhicules et de la livraison d'essence des terminaux est obligatoire dans de nombreuses régions, dont l'Europe et la Grande-Bretagne.
En France métropolitaine, les émissions de benzène ont baissé de 60 % entre 2000 et 2011 (−17 kt, milliers de tonnes). Le principal secteur émetteur de benzène dans l'atmosphère est le résidentiel/tertiaire (48,4 % des émissions totales en 2011), en particulier du fait de la combustion du bois, suivi des transports (35,6 %).

### Valeurs seuil, valeurs guide
En Europe, la valeur moyenne d'exposition professionnelle (VME) dans l'Union européenne est fixée par la réglementation à 1 ppm soit 3,5 mg/m3 sur huit heures. La teneur en benzène des eaux destinées à la consommation humaine ne doit pas dépasser 1 µg/L (à l'exception des eaux minérales).
En France, en milieu intérieur, les valeurs guides sont les suivantes :
- VGAI court terme : 30 µg/m3 pour une exposition d'une journée à 14 jours ;
- VGAI intermédiaire : 20 µg/m3 pour une exposition de plus de deux semaines à un an ;
- VGAI long terme :
  - 10 µg/m3 pour une exposition supérieure à un an,
  - 0,2 µg/m3 pour une exposition vie entière correspondant à un excès de risque de 10−6,
  - 2 µg/m3 pour une exposition vie entière correspondant à un excès de risque de 10−5.

Depuis 2004, l’Anses met en place une nouvelle méthode de construction des valeurs toxicologiques de référence (VTR) pour les produits reprotoxiques, puis à partir de 2009 pour les produits cancérogènes (après une phase pilote lancée en 2008 pour le benzène, le cadmium, l’éthanol, le naphtalène et le chlorure de vinyle), l'Anses a dans ce cadre réévalué les VTR cancérogènes de ces substances. L'Anses les a ensuite soumises pour validation au Comité d’experts spécialisés « Évaluation des risques liés aux substances chimiques » et s'est autosaisie le 30 mars 2009 de la question des effets cancérogènes par inhalation du benzène, pour en juillet 2014 produire un avis (Rapport d’expertise collective) consacré aux VTR du benzène inhalé.

## Catastrophe de l'usine pétrochimique de Jilin
Le 13 novembre 2005, à la suite de l'explosion d'une usine pétrochimique dans la ville de Jilin en Chine, une quantité de benzène estimée à une centaine de tonnes s'est déversée dans la rivière Songhua, un important affluent du fleuve Amour. Cet accident a entraîné de nombreuses coupures d'eau dans les villes situées en aval, notamment Harbin.